# Limado de dientes

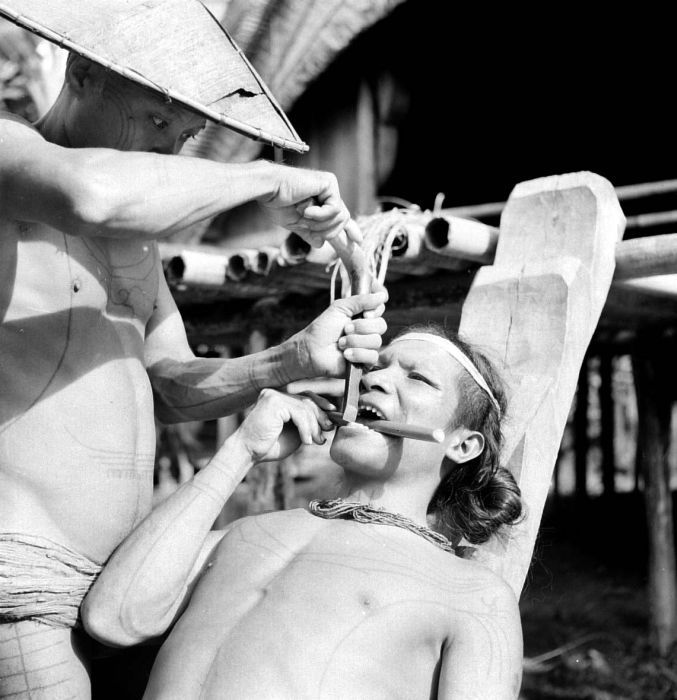
Limado dental a un individuo de la etnia mentawai.

El limado de dientes, también conocido como afiliación o limado dental, es la práctica de afilar manualmente los dientes, por lo general los incisivos frontales. Esto es algo habitual y común en varias tribus y etnias. Históricamente se ha realizado con fines espirituales con algunas excepciones, pero en los tiempos modernos, por lo general, es estético y una forma extrema de modificación corporal.
En el siglo XX, personajes como Erik Sprague The Lizardman o Dennis Avner Stalking Cat son ampliamente reconocidos en los medios por sus modificaciones corporales, incluyendo el limado dental.

## Historia
Históricamente, muchas culturas han practicado esta forma de modificación corporal. En Bali, los dientes se limaban porque se pensaba que
representaban emociones tales como rabia, ira, celos, etc. Sin embargo, varios grupos de Bali también se someten a este procedimiento por cuestiones simbólicas.
Esta actividad también se ejercía como parte de un rito de iniciación para los adolescentes. En la cultura maya, los dientes afilados servían para distinguir a los individuos de clases superiores. Otras culturas afilaban sus dientes para imitar a los animales, como la Wapare de África intertropical, quienes se enfocaban en los tiburones; también como un medio para expulsar algunos dientes durante la pubertad. La etnia mentawai también se dedica a esta práctica.

## Ejemplos de personajes célebres
- Ota Benga: miembro de la tribu twa y quien presentaba esta modificación en sus dientes. Fue exhibido en el zoológico del Bronx junto con un pongo; se suicidó con un arma de fuego. En 1992 se escribió un libro sobre su vida y en 2002 salió un cortometraje llamado Oto Benga, un pigmeo en América.
- Horace Ridler: artista profesional friki y de circos, llamado a sí mismo «El Hombre Cebra» o «El Gran Omi». Parte de su éxito se debía a todas las modificaciones que se hizo en su cuerpo, incluyendo el limado de su dentadura. Su carrera llegó a la cumbre cuando asistió a una presentación en la Feria Mundial de Nueva York en los años 1930.
- Stalking Cat: estadounidense conocido como Catman, de nombre Dennis Avner. Era fanático de los gatos y presentaba otras modificaciones en su cuerpo, tales como implantes subdermales, tatuajes, pírsines, entre otras. Murió en 2012, y se presume que fue suicidio.[11]

## Pueblos y etnias

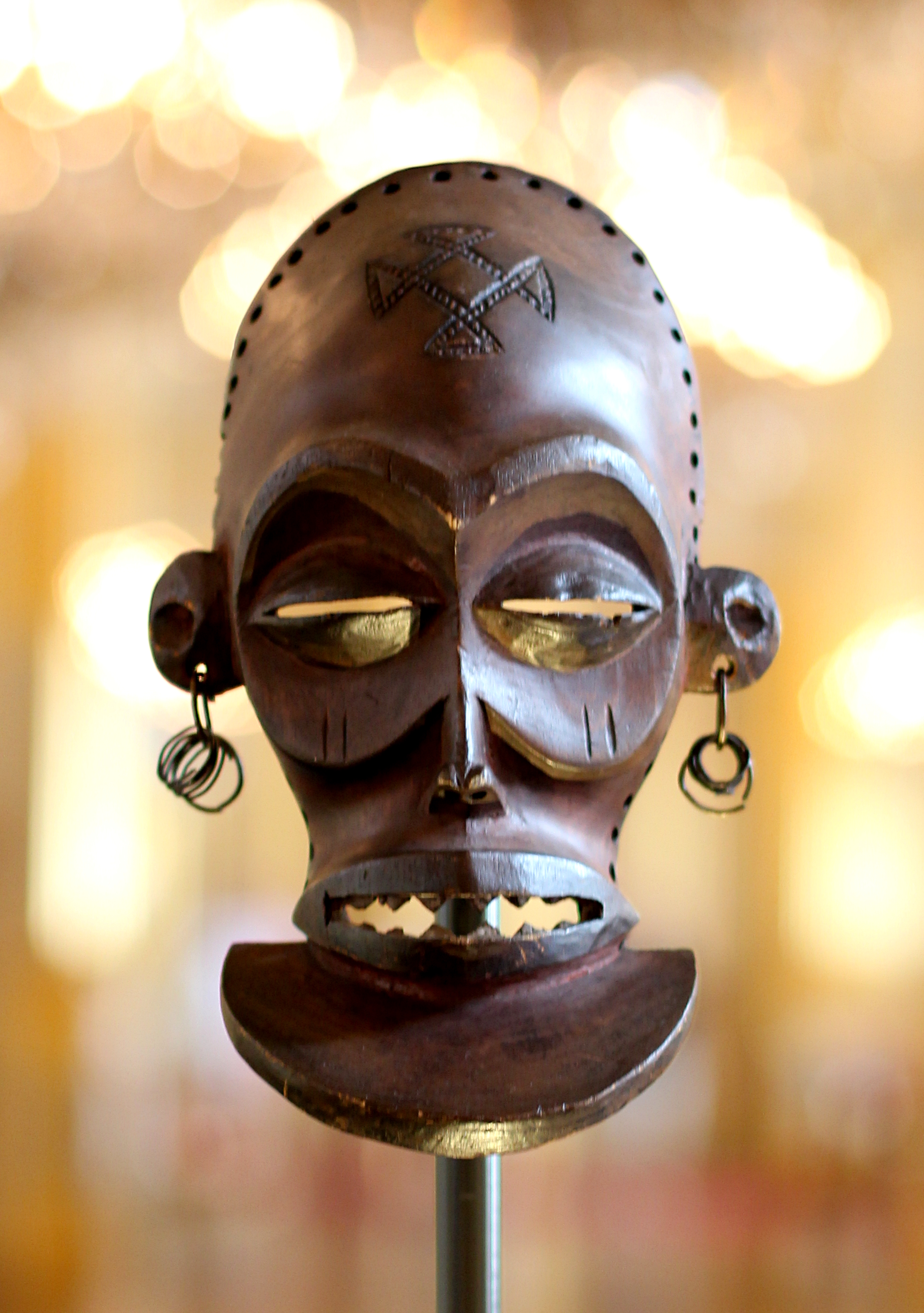
Máscara expuesta en el Palacio Real de Bruselas.

Existen muchas tribus y etnias donde aún se ejerce esta actividad, entre ellas:
- Zappo Zap (República Democrática del Congo).[12]
- Luimbi (Nigeria)
- Shambaa (Tanzania)
- Mbuti (República del Congo).[13]
- Aeta (Filipinas).[14]
- Asmat (Indonesia)
- Pigmeos Baka (Camerún, República del Congo, Gabón y República Centroafricana).[15]
- Chokwe (Namibia, Angola, República Democrática del Congo y Zambia)
- Damara (Namibia)
- Herero (Angola, Botsuana y Namibia)
- Himba (Namibia y Angola)
- Pueblo igbo (Nigeria, Camerún y Guinea Ecuatorial)
- Masái (Kenia y Tanzania)
- Etnia mentawai (Indonesia).[16]
- Fang (Guinea Ecuatorial, Gabón, República del Congo y Camerún)
- San (Namibia, Angola, Botsuana, República Sudafricana, Zambia, Zimbabue y Sudáfrica), entre otras.